# Apache Friends
Apache Friends ist ein nicht profitorientiertes Projekt zur Förderung des Web-Servers Apache und verbundener Technologien wie MySQL, PHP und Perl. Damit sollen insbesondere Technologien gefördert werden, die für den Betrieb und die (programmiertechnische) Erstellung von Websites benötigt werden. Seit seiner Gründung im Frühjahr 2002 durch Kai 'Oswald' Seidler und Kay Vogelgesang hat sich das Projekt zum Ziel gemacht, besonders Einsteiger bei der Verwendung dieser Technologien zu unterstützen. 

## Projekte
- Erstellung von Dokumentation, die einen einfachen Einstieg ermöglicht und auch weiterführend Hilfe bietet
- XAMPP, ein Projekt zur Erleichterung des Einstiegs in Apache, MariaDB, PHP und Perl durch einfach zu benutzende Software.
- Betrieb eines Forums und eines Chats zu diesen Themen, um zusätzlich individuell Hilfe geben zu können und eine Gemeinschaft zu fördern, die untereinander Unterstützung anbieten kann.